# Utomgränsbebyggelse
Utomgränsbebyggelse är ett kulturgeografiskt begrepp som avser en typ av bebyggelse som under senare delen av 1800-talet uppstod strax utanför de större städernas gränser. I dessa områden uppfördes i Sverige fastigheter av mindre bemedlade personer eftersom kostnaderna där var lägre än innanför stadsgränsen, där stadsstadgorna gällde. De personer som bosatte sig i dessa områden kunde därigenom dra nytta av närheten till staden,  beträffande tillgång till arbetstillfällen i industrin och annan service, men var samtidigt hänvisade till sämre standard när det gällde till exempel bostäder, vatten- och avloppsförsörjning.
Juridiskt hamnade dessa områden i ett slags gråzon då de inte behövde följa de stränga stadsstadgorna vad gällde rent tekniska försörjningen, men samtidigt knappast kunde anses vara en del av landsbygdsbebyggelsen eftersom kopplingen till staden var så tydlig. Med tiden utvecklades ofta utomgränsbebyggelsen till municipalsamhällen, där stadsstadgor gällde, och blev senare inkorporerade av städerna även om det ofta skedde under stort motstånd från städerna som inte ville ta på sig de ökade kostnader de ansåg en införlivning skulle medföra. Ett typiskt exempel på utomgränsbebyggelse är Sofielund i Malmö.